# 周淑
周淑，湖廣永州府永明縣軍籍。明朝官员，万历四十四年（1616年）丙辰科进士，官至重慶府推官。